# Кушмухаметов, Гариф Зарифович
Гариф Зарифович Кушмухаметов (1901 — 1958) — советский работник сельского хозяйства, директор Ак-Булакской МТС Ак-Булакского района Чкаловской области (ныне — Оренбургской), Герой Социалистического Труда (1957).

## Биография
Родился в 1901 году в селе Чесноковка Бугурусланского уезда Самарской губернии, ныне Переволоцкого района Оренбургской области, в семье крестьянина.
Окончил семь классов школы. В девятнадцать лет пошел служить в Красную армию. После демобилизации работал председателем сельского потребительского общества, участвовал в создании колхоза «Интернационал» и руководил им, организатор работы Чесноковской МТС. Будучи членом ВКП(б)/КПСС, в 1939 году был выдвинут на работу в райком партии.
Во время Великой Отечественной войны работал в тылу. Исполнял обязанности начальника политотдела Кзыл-Майданской МТС, затем был директором Тамар-Уткульской МТС и 1-й Акбулакской МТС Акбулакского района. Организовал снабжение фронта хлебом, осваивал целинные и залежные земли. Дважды был участником Всесоюзной сельскохозяйственной выставки. 
Занимался и общественной деятельностью — избирался депутатом областного Совета народных депутатов. 
Умер в 1958 году в селе Краснохолм Илекского района Оренбургской области, ныне в черте городского округа Оренбург.
У него был двоюродный брат Файзрахман, который тоже работал в сельском хозяйстве — создавал колхоз, позднее стал бригадиром, завхозом и почти тридцать лет (с перерывом на войну) проработал председателем колхоза. В Чесноковке на улице, где жили братья, имеется памятная табличка с надписью — «Улица Кушмухаметовых».

## Награды
- Указом Президиума Верховного Совета СССР от 11 января 1957 года, за особые заслуги в освоении целинных и залежных земель, успешное проведение уборки урожая и хлебозаготовок в 1956 году, Гарифу Зарифовичу Кушмухаметову было присвоено звание Героя Социалистического Труда с вручением ордена Ленина и золотой медали «Серп и Молот».
- Также был награжден медалями, среди которых малая золотая медаль ВСХВ СССР.